# Cimitero dei Colerosi di Barra
Il cimitero dei Colerosi di Barra è un cimitero del comune di Napoli, sito in via Carceri Vecchie (anche detta Cupa Sant'Aniello). Costruito nel 1836, accoglie unicamente i deceduti per colera delle diverse epidemie avvenute nella zona durante il XIX secolo, tra cui il famoso fisico Macedonio Melloni, ideatore dell'Osservatorio Vesuviano.

## Storia

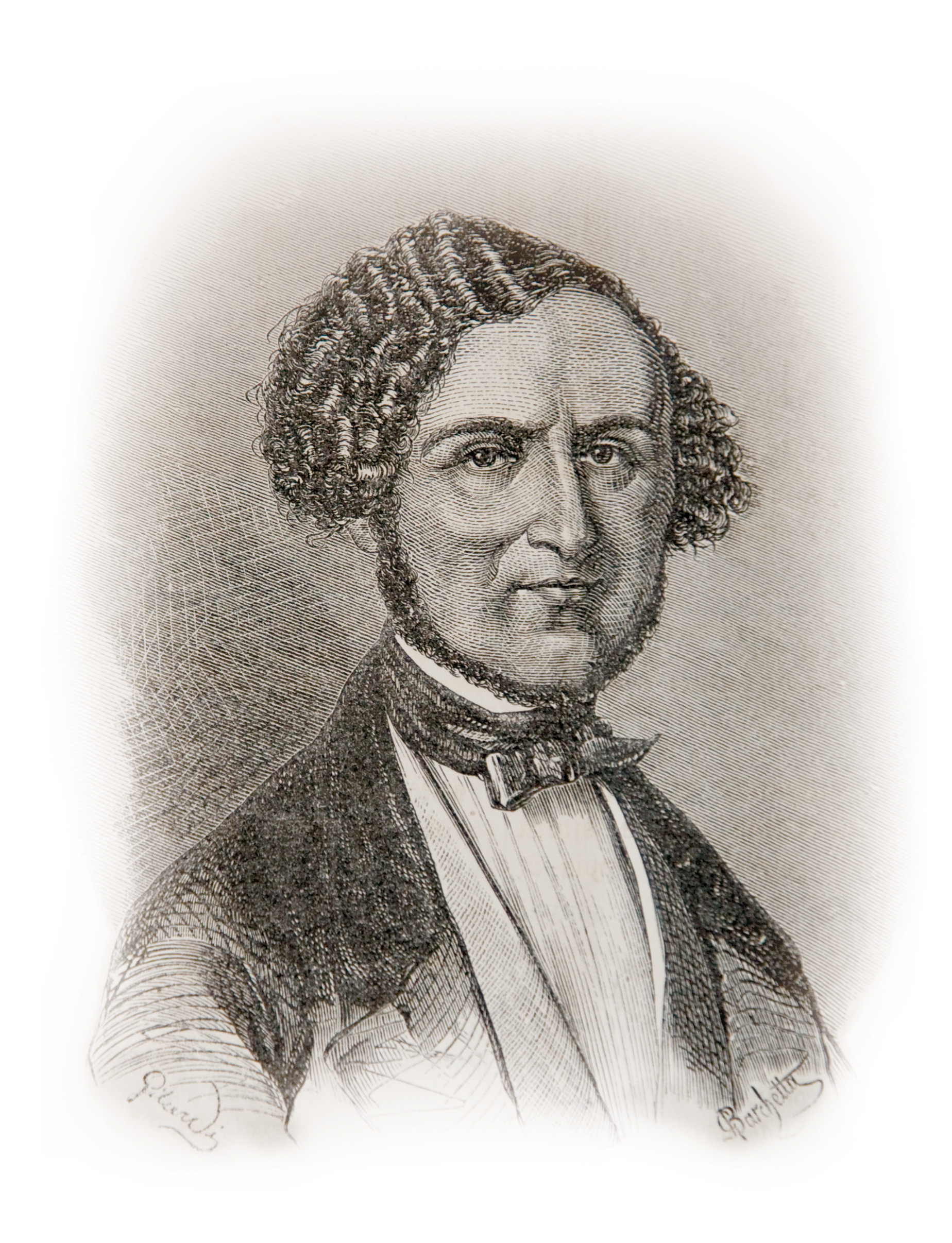
Macedonio Melloni, ideatore dell'Osservatorio Vesuviano

L'editto di Saint Cloud (1804), e un successivo provvedimento legislativo del governo del Regno delle Due Sicilie del marzo 1817 statuirono il divieto di seppellire i defunti in chiesa, introducendo l'obbligo di inumarli in luoghi al di fuori della cerchia delle mura urbane.
Tale divieto si applicava viepiù ai deceduti per malattie infettive, segnatamente ai morti di colera, patologia che imperversava in Italia e in Europa nel XIX secolo, come aveva fatto in quelli precedenti. A quell'epoca, infatti, tra i medici europei prevaleva l'opinione che il colera fosse trasmesso per via aerea, secondo gli assunti della teoria miasmatica. Solo nel 1854 Filippo Pacini scoprì il Vibrio cholerae, batterio causa della patologia, e comunque la sua scoperta fu ignorata fino al 1884, quando la stessa osservazione venne effettuata da Robert Koch.
L'epidemia scoppiata a Napoli il 13 aprile 1836, e che fu tra l'altro all'origine della costruzione del Cimitero dei colerosi di Napoli, raggiunse l'area vesuviana alla fine dello stesso anno. Nel periodo tra il 24 ottobre 1836 e il 26 luglio 1837 essa colpì pesantemente la zona, mietendo numerose vittime. Dato il numero di decessi, e le vigenti disposizioni di legge, ci si trovò nella necessità di individuare un luogo dove seppellire i defunti. Pur esistendo nel circondario diversi cimiteri, infatti, non ve n'era alcuno che potesse accogliere esclusivamente le vittime del morbo.
Al fine di risolvere il problema, le giunte comunali di Barra, San Giorgio a Cremano, Resina, Portici e San Giovanni a Teduccio si consorziarono al fine di suddividere i costi dell'operazione, e acquistarono un lotto di terreno da un certo Andrea Ascione, per la somma di 698 ducati. Una volta terminata la costruzione, la gestione del sito fu affidata al comune di Barra, all'epoca capoluogo di circondario, e accolse il 30 maggio 1837 la prima vittima, Maria Parlati, nativa dello stesso paese. Esauritasi la prima ondata epidemica, il cimitero accolse successivamente le vittime delle recrudescenze verificatesi negli anni 1838, 1854, 1865 e 1884.
Il cimitero ha una notevole importanza storica, in quanto conserva le spoglie del fisico Macedonio Melloni, ideatore dell'Osservatorio Vesuviano, il primo osservatorio vulcanologico al mondo. Lo scienziato parmense, che viveva a Portici nel Palazzo Vergara di Craco di via Amoretti, vi morì di colera l'11 agosto 1854.
Dopo la conclusione delle varie epidemie coleriche, e la morte dei familiari di quanti vi sono sepolti, il cimitero è stato progressivamente abbandonato e dimenticato. Nel 2006 un gruppo di cittadini ha richiesto e ottenuto al Comune di Napoli di ripulire i luoghi dalle erbacce, consentendo di appurare che numerosi ceppi funerari, tra cui la lapide che ricopre la tomba di Macedonio Melloni, sono tuttora presenti. Dopo tale episodio, tuttavia, si è nuovamente verificato l'abbandono dei luoghi, che attualmente versano in gravissimo stato di degrado. Una porzione del muro perimetrale è crollata, e la vegetazione ruderale è tornata a ricoprire completamente le tombe. Una ricognizione effettuata il 28 aprile 2012 ha consentito di verificare che il cippo funerario di Macedonio Melloni è tuttora presente in prossimità del muro perimetrale, sul lato destro rispetto all'entrata. È stato inoltre individuato sullo stesso lato il monumento funerario di Francesca Cataldo, di 22 anni, morta nel 1837 e dunque una delle prime vittime dell'epidemia. Il resto del cimitero è completamente invaso dalla vegetazione, e dunque non è escluso che siano tuttora presenti altre tombe, peraltro visibili nel 2006.

## Galleria d'immagini

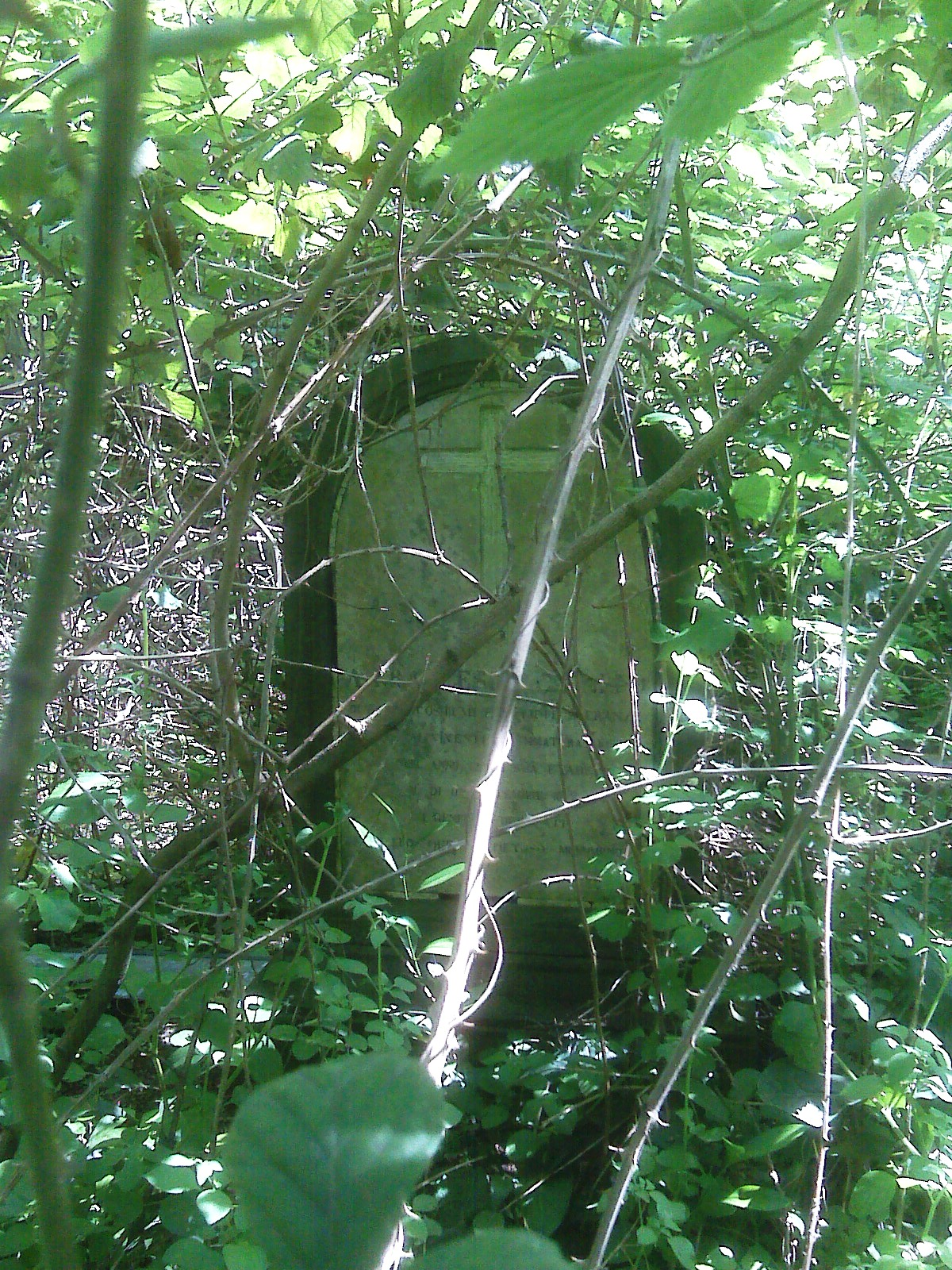
La tomba di Francesca Cataldo, morta a 22 anni nel 1837
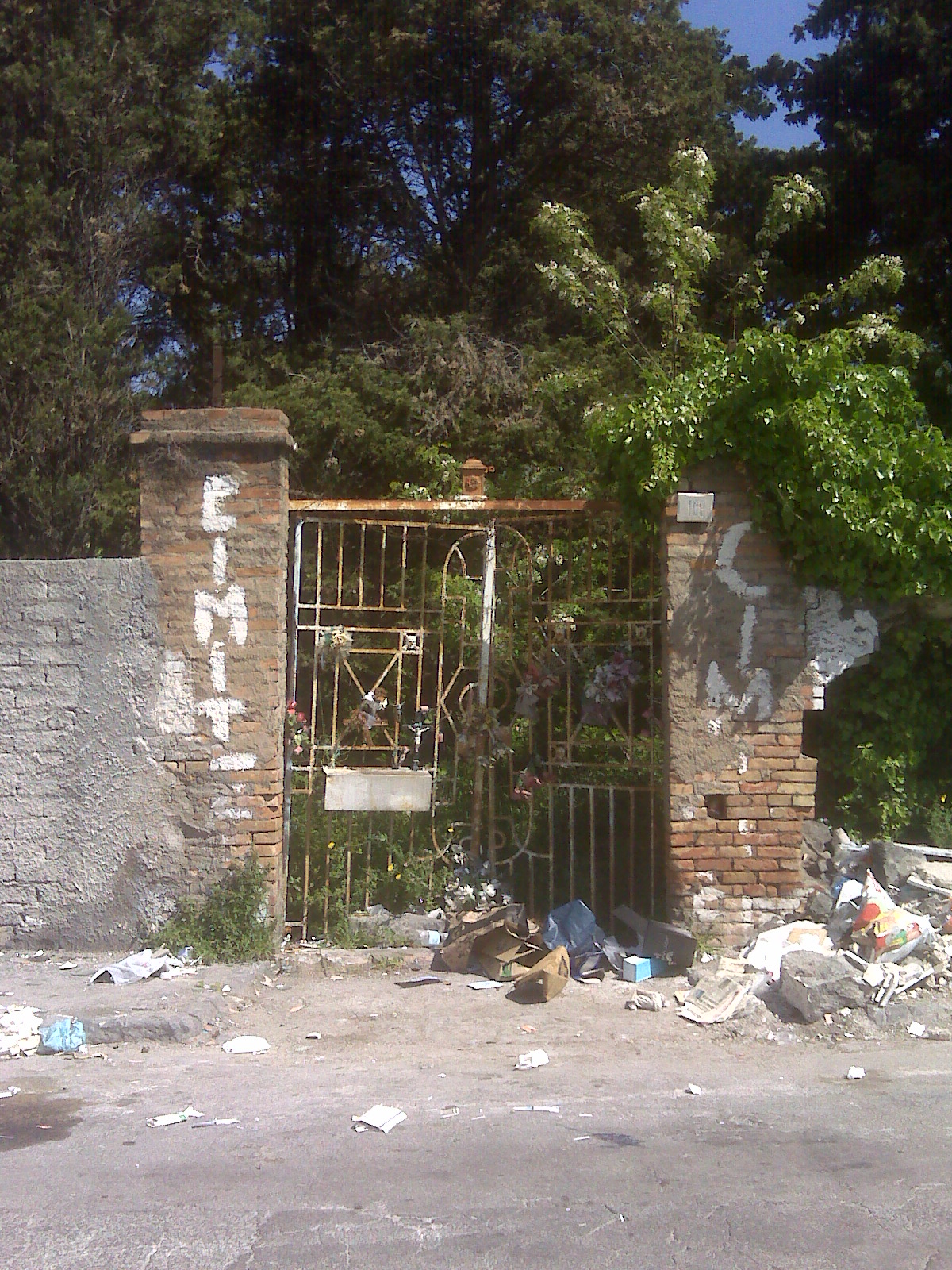
Il cancello esterno. Sulla destra si nota il muro perimetrale crollato.
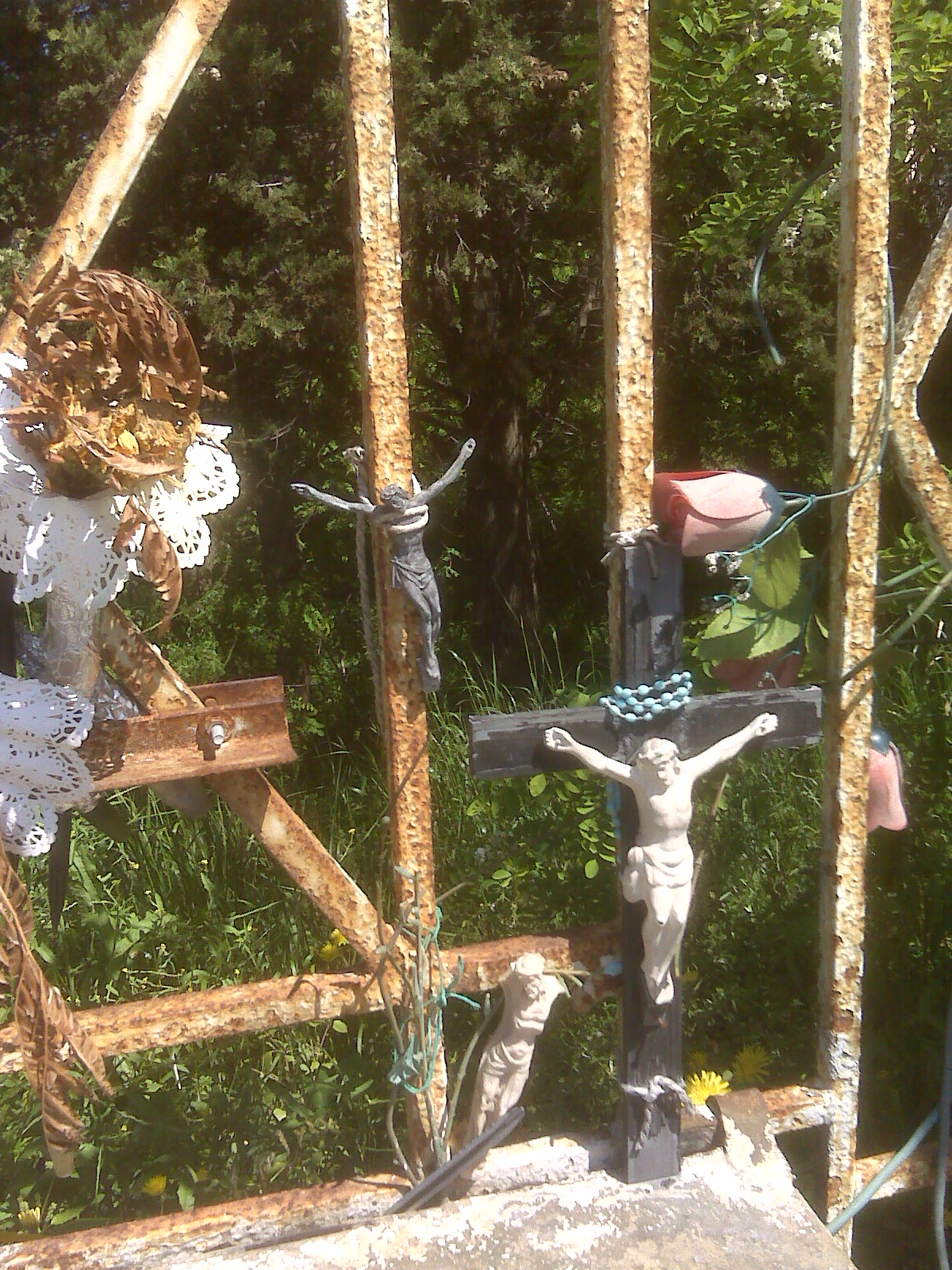
Cancello esterno - particolare
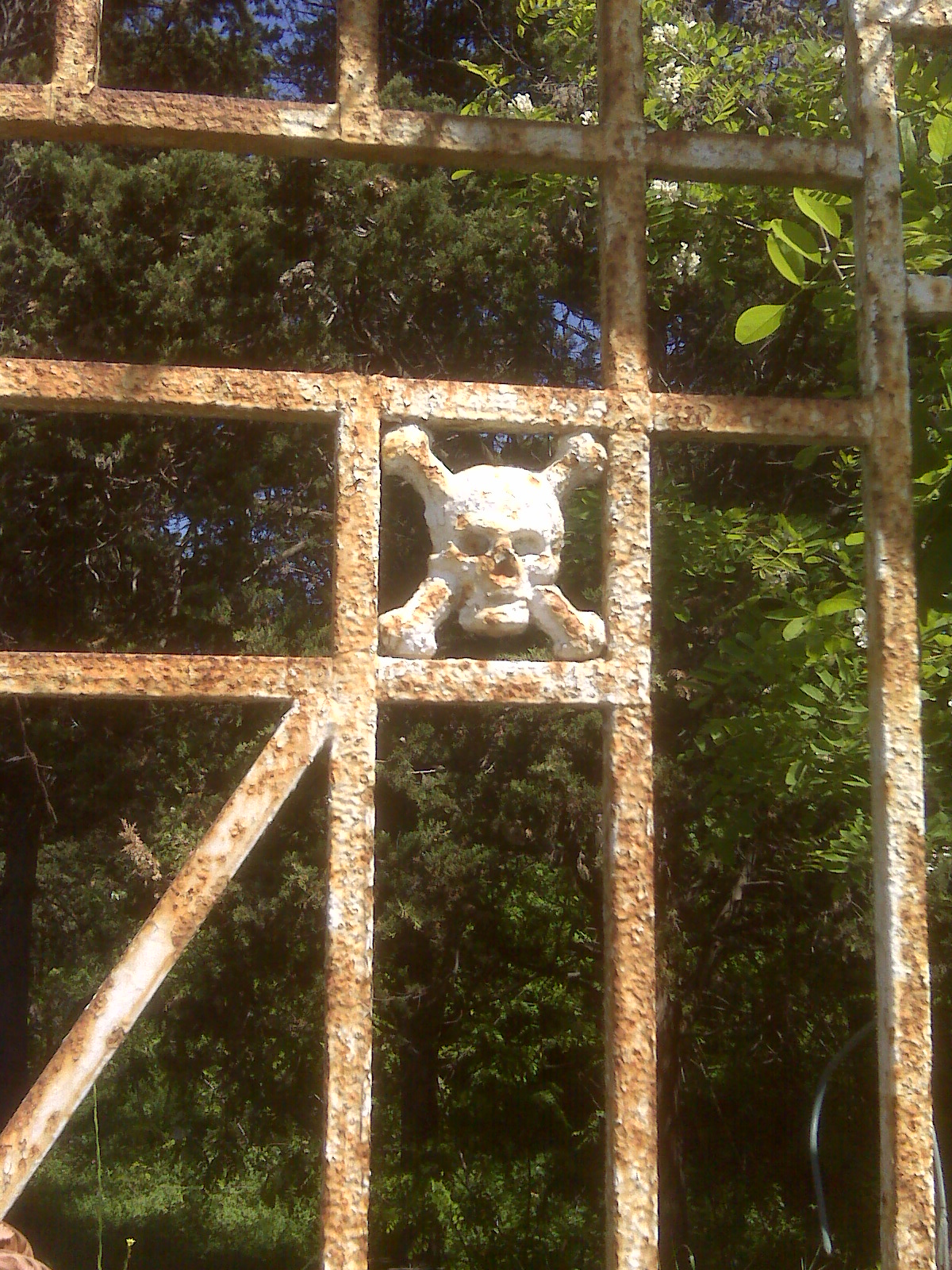
Cancello esterno - particolare
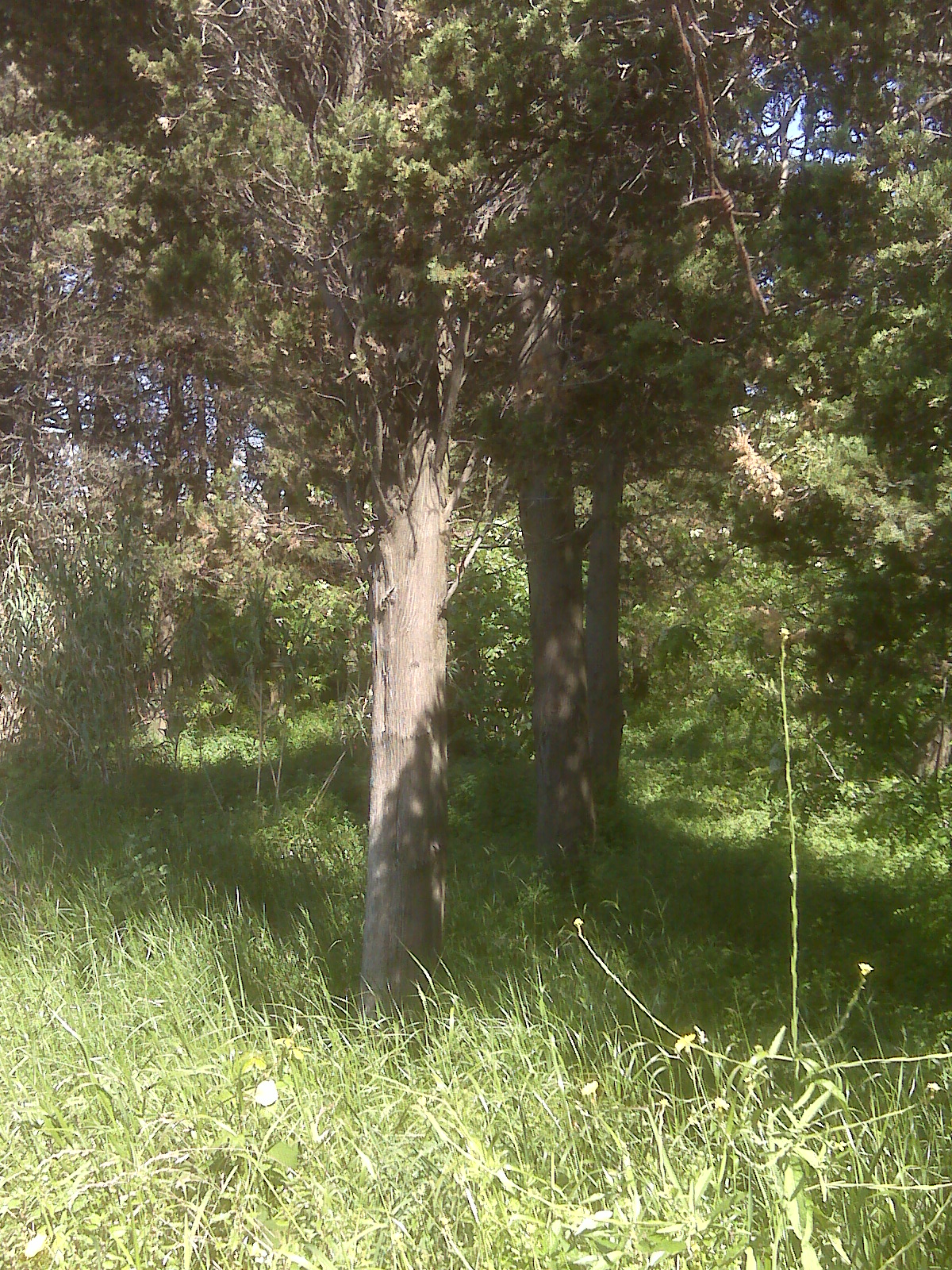
Il viale interno, invaso dalla vegetazione (2012)